# Parque nacional de Jvalinsk
El parque nacional de Jvalinsk (en ruso: Хвалынский национальный парк) abarca una meseta elevada de colinas calizas de las Tierras Altas del Volga, cubierta de bosques mixtos de robles, tilos y coníferas, a lo largo del lado oeste del río Volga. Se encuentra a unos 1000 km al norte del mar Caspio, en el óblast de Sarátov, con vistas al embalse de Sarátov. El extremo norte está a unos 10 km al oeste de la ciudad de Jvalinsk y a unos 200 km al noreste de Sarátov en el Volga. El parque se extiende a lo largo de 25 524 hectáreas (255 km2), que a su vez se distribuyen en tres secciones. El parque se constituyó oficialmente el 19 de agosto de 1994.

## Topografía
El parque se centra en las montañas Jvalinsk, una meseta elevada que se extiende a lo largo de la orilla oeste del río Volga (denominada «orilla derecha»). Debido a que el lecho rocoso es principalmente roca caliza y marga, el relieve refleja una extensa erosión desde el centro de la cresta, con un terreno ondulado y montañoso y numerosas quebradas y barrancos interconectados. Los variados accidentes geográficos crean muchos microclimas y hábitats. La montaña más alta (Belenkaya, casi en su totalidad de tiza) tiene 369 metros de altitud, y hay otras cinco montañas de más de 250 metros de altura. Las montañas del parque están cubiertas en su mayoría por árboles de bosques de tierras altas. El Volga alcanza su mayor profundidad (22 metros) en el territorio del parque.
Más del 90 % del parque es terreno forestal. Hay numerosos afloramientos de lecho rocoso expuesto y agua subterránea que con frecuencia sale a la superficie en forma de manantiales. Los distintos hábitats del parque incluyen bosques de pinos y cuencas hidrográficas, pequeños ríos y hondonadas y varios tipos de bordes de bosques y estepas.

## Ecorregión y clima

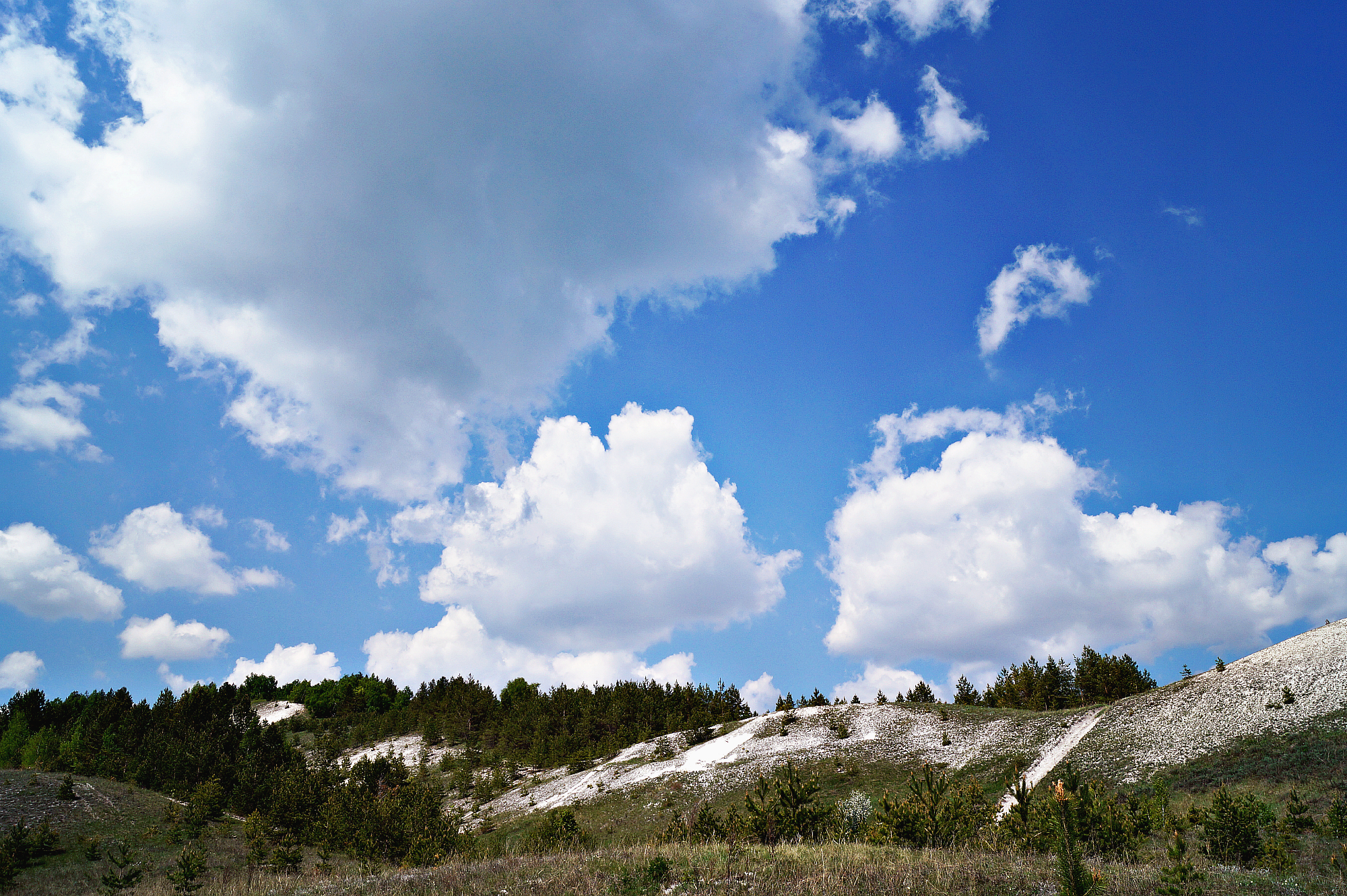
Colinas de tiza en el Parque Nacional de Jvalisk

El parque nacional de Jvalisk se encuentra en la ecorregión de la estepa póntica, una franja de praderas y bosques ocasionales que se extiende desde el centro de Ucrania hasta los montes Urales.
El clima del parque es Clima continental húmedo, subtipo veranos cálidos (clasificación climática de Köppen (Dfb)). Este clima se caracteriza por grandes oscilaciones de temperatura, tanto diurnas como estacionales, con veranos suaves e inviernos fríos y nevados. Los inviernos duran desde finales de noviembre hasta principios de abril, con una media de 33 cm de nieve.

## Flora y fauna
Debido a que el parque nacional de Jvalinsk limita con muchas zonas ecológicas (bosque, estepa semiárida, el Volga, montaña, prados y valles de arroyos), tiene una variedad muy rica y compleja de hábitats. Estos hábitats variados albergan una gran cantidad de plantas y animales diferentes, muchos de los cuales son raros o están en peligro de extinción. Los pequeños mamíferos son comunes, como liebres, castores, zorros y lobos. Entre los reptiles se encuentran la víbora europea común (vipera berus) su presencia en la zona es indicadora de un hábitat complejo. Las aves rapaces incluyen el águila de cola blanca, águila pescadora y el halcón sacre, esté último en peligro de extinción.
Los árboles que forman la cubierta forestal son predominantemente robles (40 %), tilos (30 %) y pinos (21 %), con muchas especies menores, incluidos restos de huertas en algunas de las laderas de los bordes. Se han identificado más de 970 plantas vasculares diferentes en el parque, 26 de las cuales son raras o están en peligro de extinción (hay una lista en el sitio web oficial del parque).

## Turismo

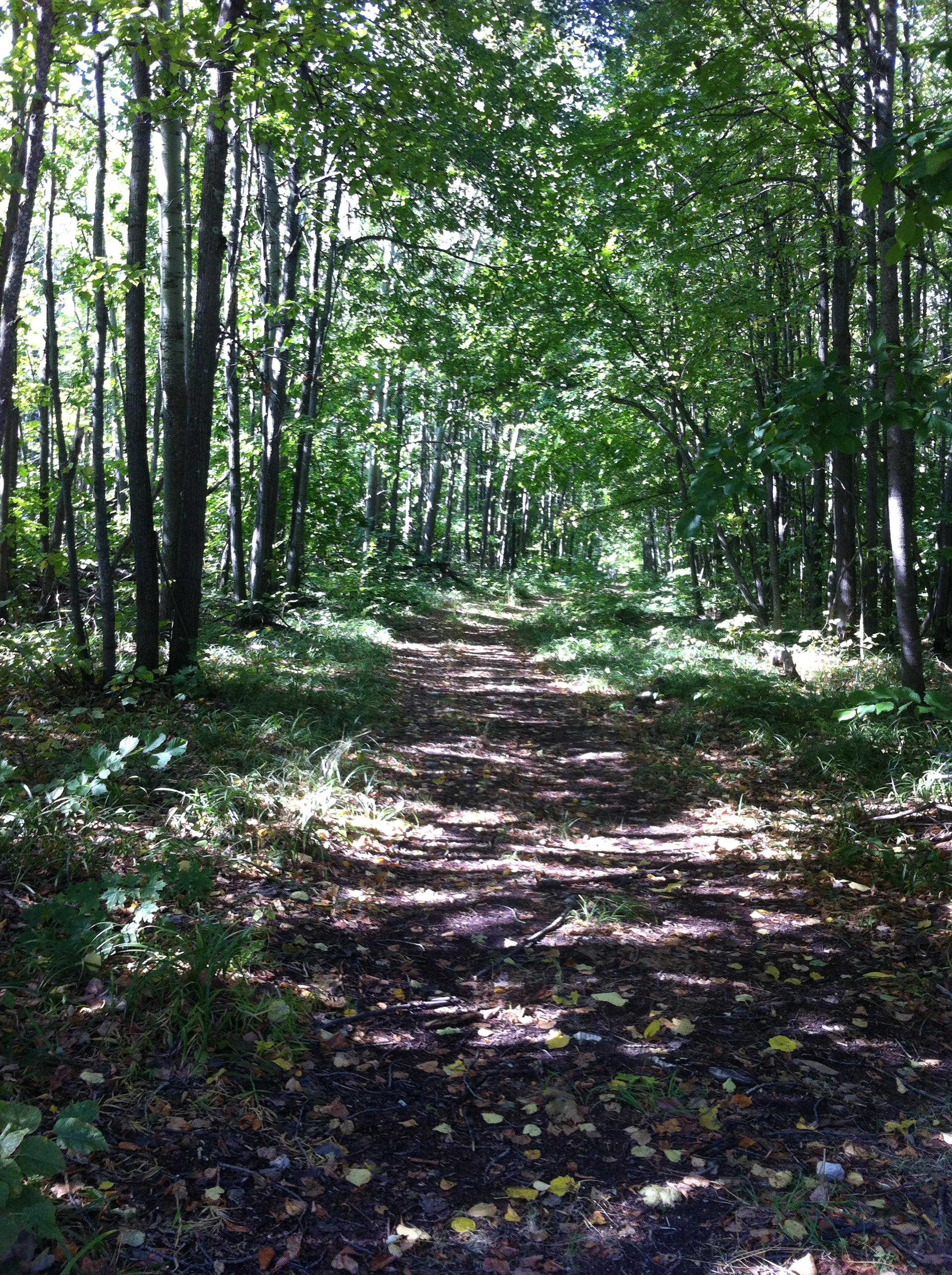
Un sendero en el parque

Las autoridades del parque fomentan el uso público, y el parque generalmente se divide en zonas protegidas, recreativas y comerciales. Los senderos ambientales están diseñados para visitar algunos de los aspectos más destacados del parque, incluido el «Puteshestvie po Dnu Drevnego Morya» (Viaje en el fondo de un mar antiguo), que destaca la geología del área. Otro camino conduce a la «Peshchera Monakha» (Cueva del Monje). Hay un museo que muestra la vida campesina cotidiana, «Derevenskoe Podvorye» (Granja de pueblo), una capilla y manantiales sagrados. No se permiten automóviles en la zona protegida.
El alojamiento en una casa de huéspedes orientada al turismo familiar está disponible con reserva previa, o en la cercana ciudad de Jvalinsk. Alrededor de 30-35 mil personas visitan el parque cada año.
Se pueden ver animales representativos del parque en una granja cautiva (zoológico) en el parque y, previa cita, los visitantes pueden experimentar un «safari Jvalinskoe» en el propio parque. Hay una estación de esquí en el borde del parque y hoteles turísticos. En la cercana ciudad de Jalinsk, al noreste del parque, hay un museo de historia local. El parque nacional de Jvalisk es un «parque hermano» con el Monumento Nacional Fossil Butte, una unidad del Servicio de Parques Nacionales de los Estados Unidos.